# Fuuun Musouden
Fuuun Musouden (風雲無双伝) é um single de Hironobu Kageyama. Foi lançado em 29 de novembro de 2006 pela KOEI e possui quatro faixas.

## Produção
A faixa-título foi produzida para ser uma image song do jogo Shin Sangokumusou BB, também conhecido como Dynasty Warriors BB ou Dynasty Warriors Online. O single também contém duas faixas instrumentais, sendo uma feita para o trailer do jogo e outra composta para o próprio.
O próprio Kageyama ficou encarregado da letra e da composição, com arranjo de Yohgo Kohno, da banda MAKE-UP, responsável por várias músicas de Os Cavaleiros do Zodíaco, incluindo "Blue Forever".
Já Yasumasa Sato arranjou as outras faixas e compôs uma delas. Sato foi o compositor da trilha sonora do jogo, e já criou inúmeras músicas para animes e jogos eletrônicos. Masayoshi Sasaki, creditado com o pseudônimo MASA, criou a música do trailer.
Para o lançamento da canção, um personagem inspirado em Kageyama foi criado para o jogo. Com o nome de Kage Hironobu, os jogadores podiam interagir com ele para conseguir missões e recompensas. Uma versão instrumental da música fica tocando enquanto o personagem está em tela.

## Faixas
| N.º            | Título                                           | Letras            | Música         | Arranjo        | Duração |  |
| 1.             | "Fuuun Musouden"                                 | Hironobu Kageyama | H. Kageyama    | Yohgo Kohno    | 4:51    |  |
| 2.             | "Fuuun Musouden (instrumental)"                  | instrumental      | H. Kageyama    | Y. Kohno       | 4:50    |  |
| 3.             | "VIOLENTLY -Battle - Central Plains - Day-"      | instrumental      | Yasumasa Sato  | Y. Sato        | 3:15    |  |
| 4.             | "Shin Sangokumusou BB Trailer Movie Sound Track" | instrumental      | MASA           | Y. Sato        | 1:37    |  |
| Duração total: | Duração total:                                   | Duração total:    | Duração total: | Duração total: | 14:33   |  |